# Fundacja Giordano Bruno

Logo

Fundacja Giordano Bruno (niem. Giordano-Bruno-Stiftung) – niemiecka fundacja użyteczności publicznej, której celem jest wspieranie humanizmu ewolucyjnego. Została założona w 2004 roku przez przedsiębiorcę Herberta Steffena. Rzecznikiem fundacji jest Michael Schmidt-Salomon, który na jej zlecenie napisał Manifest humanizmu ewolucyjnego. Fundacja od samego początku była związana w szczególności z działalnością krytyka religii Karlheinza Deschnera. Nosi imię dominikanina Giordano Bruno, który w 1600 roku został skazany jako heretyk i zginął przez spalenia na stosie. Siedzibą Fundacji jest od września 2011 roku Oberwesel w niemieckim kraju związkowym Rheinland-Pfalz.

## Cele
Podstawowym celem Fundacji Giordano Bruno jest krytyka religii oparta na założeniu, że „religie po dziś dzień mają zgubny wpływ na kulturową ewolucję ludzkości”. Fundacja domaga się rozwoju „dominującej kultury „humanizmu i oświecenia”, jako alternatywy zarówno dla idei „niemieckiej (chrześcijańskiej) kultury dominującej”, jak również dla obojętności politycznego multikulturalizmu. Fundacja zajmuje się zbieraniem najnowszych wyników badań nauk humanistycznych, socjalnych i ścisłych, by opracowywać je dla „pełnego humanizmu, pokoju i równouprawnienia współżycia w świecie doczesnym”, i by tym samym dążyć do stworzenia ogólnego zarysu naturalistycznego obrazu świata oraz świeckiej, ewolucyjno-humanistycznej etyki i polityki i udostępnianie go zainteresowanej opinii publicznej.

## Działalność
Spotkania Fundacji odbywają się w Akademii Giordano Bruno w Oberwesel, w przypadku ważnych aktualnych wydarzeń (np. Dni Kościoła) również w innych miejscach.
Fundacja stara się szerzyć idee „humanizmu ewolucyjnego” poprzez darmowe udostępnianie i rozpowszechnianie informacji na ten temat oraz pozyskiwanie wśród studentów każdej uczelni swojego przedstawiciela. Fundacja wspierała m.in. niemieckiego islamoznawcę Muhammada Svena Kalischa, ówczesnego kierownika katedry wydziału kształcącego islamskich nauczycieli religii, a także autobusową kampanię proateistyczną Atheist Bus Campaign. W ramach Roku Darwinowskiego 2009 działalność Fundacji skoncentrowała się na teorii ewolucji i jej konsekwencjach światopoglądowych. W tym samym roku wspierała także akcję protestacyjną „Freiheit statt Angst (Wolność zamiast strachu)”.

## Wspierane projekty

### Grupa Badawcza „Światopoglądy w Niemczech”
Grupa Badawcza „Światopoglądy w Niemczech” (Forschungsgruppe Weltanschauungen in Deutschland – fowid), której założenie Fundacja w znacznej mierze wspierała, postawiła sobie za cel zbieranie naukowo weryfikowalnych informacji na temat różnych światopoglądów oraz klasyfikowanie, podsumowywanie i publikowanie ich.

### Rada Koordynacyjna Organizacji Świeckich
„Rada Koordynacyjna Organizacji Świeckich” (Koordinierungsrat säkularer Organisationen – KORSO), której Fundacja Giordano Bruno jest członkiem i współzałożycielem, reprezentuje interesy osób bezwyznaniowych w Niemczech. Rada zwalcza brak równouprawnienia i dyskryminację osób i organizacji świeckich oraz wstawia się za urzeczywistnianiem zasady rozdziału państwa od Kościoła.

### Humanistyczna Agencja Prasowa
Humanistyczna Agencja Prasowa (Humanistischer Pressedienst – hpd), założony w 2006 roku świecko-humanistyczny prasowy portal internetowy, jest jednym z projektów Fundacji. Redaktorem naczelnym portalu hpd jest politolog i publicysta Carsten Frerk. Redaktorami portalu są także m.in. Michael Schmidt-Salomon oraz dyrektor wydawnictwa Alibri Verlag Gunnar Schedel. W skład redakcji wchodzą w większości członkowie Fundacji Giordano Bruno oraz innych organizacji ateistycznych, jak np. IBKA lub The Brights.
Agencja hpd ma być platformą internetową służącą ludziom świeckim, reprezentującym poglądy humanistyczne, do wyrażania swoich przekonań i opinii. „Agencja rozumie się ponadto jako platforma skupiająca szerokie spektrum ruchów świeckich w całym obszarze niemieckojęzycznym”. hpd publikuje regularnie artykuły w Newsticker na swojej stronie internetowej. Są to najczęściej doniesienia o tematyce świecko-humanistycznej, komentarze na temat aktualnych wydarzeń krajowych i międzynarodowych, sprawozdania oraz portrety humanistów z najróżniejszych dziedzin, a także krytyków religii. Oprócz własnych doniesień hpd zamieszcza również artykuły innych agencji prasowych, dotyczące religii, etyki, fundamentalizmu i tematów pokrewnych.

### Great Ape Project
Fundacja Giordano Bruno przyznała w czerwcu 2011 roku po raz pierwszy Odznaczenie Etyczne Paoli Cavalieri i Peterowi Singerowi i powołała tym samym do życia projekt Great Ape Project w krajach niemieckojęzycznych. W tym celu został udostępniony niemieckojęzyczny portal internetowy. Utworzonej z inicjatywy Fundacji kampanii Prawa podstawowe dla małp człekokształtnych (Grundrechte für Menschenaffen) przewodniczy Colin Goldner. Promotorami kampanii jest sześć niemieckich oraganizacji ochrony praw zwierząt, wśród nich Albert Schweitzer Stiftung für unsere Mitwelt (Fundacja Alberta Schweitzera) oraz Menschen für Tierrechte (Walczący o prawa zwierząt).

## Nagroda Deschnera
W 2004 roku z okazji 80 urodzin pisarza Karlheinza Deschnera, Fundacja ufundowała Nagrodę Deschnera. Od 2007 roku, od momentu wydania 9 tomu napisanej przez Deschnera Historii kryminalnej chrześcijaństwa, nagroda w wysokości 10 tys. euro ma być przyznawana co dwa lata osobom i organizacjom, które „w szczególny sposób przyczyniają się do umacniania świeckiego, naukowego i humanistycznego myślenia i postępowania”. Pierwszym laureatem tej nagrody został 12 października 2007 roku Richard Dawkins.

## Odznaczenie Etyczne
Nagroda Ethik-Preis der Giordano-Bruno-Stiftung, także w wysokości 10 tys. euro, przyznawana jest „za rozwój pozytywnych rozwiązań alternatywnych na rzecz humanizmu ewolucyjnego”.
Po raz pierwszy przyznano ją 3 czerwca 2011 roku we Frankfurcie australijskiemu filozofowi Peterowi Singerowi oraz włoskiej filozof Paoli Cavalieri, obojgu za walkę o prawa zwierząt oraz powołanie do życia projektu Great Ape Project.

## Organy Fundacji
Organami Fundacji są Zarząd, Kuratorium oraz Rada Naukowa.
W skład Zarządu wchodzą (stan: 2011 r.) Herbert Steffen i Michael Schmidt-Salomon, członkami Kuratorium są Carsten Frerk, Bibi Binot, Robert Maier, Shiro Sonada i Wolf Steinberger. Do Rady Naukowej należą m.in. członkini partii SPD Ingrid Matthäus-Maier, Hans Albert, Hermann Josef Schmidt, Dieter Birnbacher, Gerhard Vollmer, Franz Josef Wetz, Heinz Oberhummer, Rolf Oerter, Bernulf Kanitscheider, Janosch, Thomas Junker, Beda M. Stadler, Ulrich Kutschera, Axel Meyer, Johannes Neumann, Wolf Singer, Volker Sommer, Udo Pollmer, Esther Vilar, Ludger Lütkehaus, Gerhard Wimberger, Ralf König, Eckart Voland, Franz Wuketits, Volker Panzer i Hamed Abdel-Samad.
Członkowie organów Fundacji, w liczbie ok. 50 osób (profesorowie, pisarze, artyści), są działaczami honorowymi. Do grona „Przyjaciół i Mecenasów” należy ponad 3300 osób z ponad 30 krajów.
W 2007 roku powołano Forum Fundacji w celu lepszej wymiany informacji między członkami Zarządu, Rady Naukowej oraz mecenasami Fundacji.
Budżet Fundacji wynosił w 2008 roku 116 tys. euro, przy czym po raz pierwszy, na skutek kryzysu gospodarczego, nie zasilono budżetu z majątku Fundacji, lecz sfinansowano go wyłącznie z datków mecenasów oraz członków Zarządu.

## Humanizm ewolucyjny
Pojęcie humanizmu ewolucyjnego, którego urzeczywistnianie jest podstawowym celem Fundacji, sformułował jako pierwszy angielski biolog Julian Huxley, pierwszy sekretarz generalny UNESCO oraz współzałożyciel Międzynarodowej Unii Humanistycznej i Etycznej. Huxley zaproponował to pojęcie na początku lat sześćdziesiątych XX wieku, opowiadając się za nową religią, zgodną z wynikami badań naukowych. Rozumiał ją jako podejście filozoficzne, kierujące się z jednej strony dobrem wszystkich ludzi, z drugiej jednak nie poddające się dotychczasowym iluzjom na temat istoty ludzkiej. Julian Huxley nie podzielał wiary w istnienie nadprzyrodzonej sfery, będącej podstawowym założeniem tradycyjnych religii chrześcijaństwa czy islamu. Wszelkie zjawiska uważał za część naturalnych procesów ewolucyjnych, dlatego opowiadał się za podejściem naturalistycznym i odrzuceniem wszystkich religijnych i teistycznych założeń. Huxley uważał, że należy skonstruować hipotezę alternatywną do przestarzałych hipotez teistycznych.
Działalność i publikacje Michaela Schmidt-Salomona (m.in. napisany na zlecenie Fundacji Manifest humanizmu ewolucyjnego) wpisują się w tradycję myśli Huxleya, próbuje on przełamać niesprawdzające się już, jego zdaniem, przestarzałe podejście humanistyczne. Twierdzi on, że „niektóre tradycyjne ideały humanizmu nie były w stanie oprzeć się naukowemu odczarowaniu”. Mimo to nie musimy rezygnować z wielu punktów wspólnych, raczej powinniśmy w sposób „produktywny” wykorzystać współczesny stan wiedzy w celu urzeczywistniania humanistycznych utopii. Schmidt-Salomon opowiada się zatem za zastąpieniem humanizm „naiwnego” humanizmem ewolucyjnym o jasnym, naturalistycznym profilu, dzięki któremu w bardziej efektywny sposób możemy zwrócić się ku problemom ludzkości. Schmidt-Salomon pisze: „Uzyskanie stanu równowagi między realistyczną prognozą a utopijną wizją przyszłości jest z pewnością jednym z najtrudniejszych zadań, z jakimi musi zmierzyć się humanizm ewolucyjny. Należy przy tym uwzględniać w równej mierze zarówno niszczycielski potencjał gatunku Homo sapiens, jak i jego zdolność do afirmacji życia. Humaniści ewolucyjni, by osiągnąć ten stan równowagi między naiwnością a cynizmem, muszą nauczyć się podejścia odważnego, lecz zarazem pozbawionego iluzji – innymi słowy muszą wkalkulować od samego początku wcale nie małe prawdopodobieństwo klęski swoich starań.”
Napisany przez Michaela Schmidt-Salomona i wydany w 2005 roku Manifest humanizmu ewolucyjnego jest skondensowanym i opisanym przystępnym językiem podsumowaniem zasadniczych problemów naszych czasów oraz próbą naszkicowania możliwych i koniecznych konsekwencji, z jakimi współczesnym społeczeństwom i politykom przyjdzie się zmierzyć. Książka przeznaczona jest dla szerokiego grona czytelników oraz ludzi bez większego filozoficznego i naukowego przygotowania. Schmidt-Salomon przedstawia w niej, obok opisanych przez Freuda „krzywd”, jakie wyrządziła ludzkości nauka, szereg kolejnych krzywd, z którymi człowiek oświecony musi się dziś pogodzić. „Wiele tradycyjnych idei humanistycznych popadło dziś także w konflikt z naszą poszerzoną wiedzą na temat człowieka i natury, zatem powinniśmy powrócić do zaproponowanego przez Huxleya systemu ideowego, umożliwiającego pogodzenie humanizmu i współczesnej nauki.”

## Krytyka i komentarze
Nadanie Fundacji imienia Giordano Bruno bywało w mediach krytykowane. Powoływano się przy tym na fakt, że Bruno nie był ateistą, lecz panteistą oraz dominikaninem. Zdaniem filozofa Wilhelma Schmidt-Biggemanna światopogląd Giordano Bruno jest raczej religijny i metafizyczny niż oświeceniowy i pozytywistyczny.
Odpowiedzią Fundacji było stwierdzenie, że nie reprezentuje ona światopoglądu ateistycznego, lecz naturalistyczny, będący w zupełnej zgodzie z poglądami Bruno, toteż stanowisko Fundacji nie wyklucza istnienia boga nie kolidującego z prawami natury. Fundacji zarzucano także, że reprezentuje „płytki naturalizm”.
Pod koniec 2011 roku z Zarządu Fundacji wystąpił emerytowany profesor filozofii, Norbert Hoerster. W dzienniku „Frankfurter Allgemeine Zeitung” Hoerster uzasadnił swoją decyzję tym, że nie zgadza się z reprezentowanymi przez rzecznika Fundacji Michaela Schmidt-Salomona poglądami, organizowanymi kampaniami oraz jego sposobem argumentowania. Również mało przekonujący jest zdaniem Hoerstera „nowy ateizm” Richarda Dawkinsa, z którym Fundacja się identyfikuje. „Nie rozumiem, dlaczego teoria ewolucji miałaby obalić wiarę w Boga, lub tym bardziej ją zastąpić”, napisał Hoerster.
Zarzuty te Fundacja odparła stwierdzeniem, że zadaniem teorii ewolucji nie jest obalanie czy zastępowanie wiary w Boga, lecz objaśnianie procesów zachodzących w naturze. Zgodnie z zasadą brzytwy Ockhama konsekwencją teorii ewolucji jest rozpoznanie, że do wyjaśnienia powstania i rozwoju gatunków hipoteza Boga nie jest konieczna. Poza tym Fundacja nie identyfikuje się z „nowym ateizmem”, lecz z humanizmem ewolucyjnym. Schmidt-Salomon określił pojęcie „nowego ateizmu” już w 2008 roku jako „religijno-krytyczny wierzchołek światopoglądowej góry lodowej”. Kryjące się za tym pojęciem zjawiska są jedynie „zapowiedzią procesu znacznie bardziej fundamentalnych przemian”. Schmidt-Salomon opowiedział się dlatego za opracowaniem nowego humanizmu, o zdecydowanie bardziej naturalistycznym profilu.